# Arbeitsgericht Hirschberg
Das Arbeitsgericht Hirschberg war ein Gericht der Arbeitsgerichtsbarkeit mit Sitz in Hirschberg.

## Geschichte
Gemäß Arbeitsgerichtsgesetz vom 23. Dezember 1926 wurden in Deutschland Arbeitsgerichte gebildet. Diese waren nur in der ersten Instanz organisatorisch selbstständige Gerichte, die Landesarbeitsgerichte waren den Landgerichten zugeordnet. Am Landgericht Görlitz entstand so 1927 das Landesarbeitsgericht Görlitz als eines von drei Landesarbeitsgerichten im Bezirk des Oberlandesgerichtes Breslau. In Hirschberg entstand das Arbeitsgericht Hirschberg. Sein Sprengel umfasste den Bezirk der Amtsgerichte Bolkenhain, Hermsdorf, Hirschberg, Lähn, Löwenberg, Schmiedeberg und Schönau. Es bestand je eine Kammer für Arbeiter, für Angestellte und für Handwerk.
Nach der Besetzung Deutschlands durch die Alliierten wurden 1945 die Deutschen vertrieben und die Geschichte des Arbeitsgerichts Hirschberg endete.